# Forhistorisk musik
Forhistorisk musik (tidligere primitiv musik) er en betegnelse inden for musikkens historie, som bruges om al musik, der er produceret i alle forhistoriske kulturer. Forhistorisk musik efterfølges af oldtidens musik.
Forhistorisk musik inkluderer således teknisk set hele verdens musik, som eksisterede inden man har bevaret historiske kildemateriale, der beskriver musik i de tidlige stadie af menneskelig udvikling. Det er dog almindeligt at referere til forhistorisk musik, som stadig eksisterer, som folke-, indfødt- eller traditionel musik. Forhistorisk musik bliver studeret sammen med andre perioder inden for musikarkæologi.
Man går ud fra at den første form for musik som eksisterede, var da mennesket signalerede til hinanden.[kilde mangler]
De ældste instrumenter, der er bevaret, stammer fra omkring 40.000 år f.kr. Det er instrumenter, som er lavet af knogler eller lignende. De har kunnet spille én tone, og er blevet benyttet som signal til forskellige formål. 
De tidligste instrumenter var ting som fløjter, harper, horn og trommer.
Den første reelle musik som blev spillet var musik ved festlige og religiøse lejligheder.[kilde mangler]
I Grækenland begyndte man ved omkring 700 f.Kr. at spille musik ved hver en lejlighed og ikke kun ved fester.[kilde mangler]
Mange udtryk stammer fra græsk bl.a. musik som kommer af ordet musike. Musike betyder musikkens, dansens og poesiens kunstarter. 